# 말천방 들노래
말천방 들노래(秣川坊農謠)는 대한민국 전북특별자치도 임실군 삼계면에 전해오는 농요이다. 2016년 10월 17일 임실군 향토문화유산(무형) 제1호로 지정되었다.

## 개요
삼계면 두월리에 전해오는 농요이다.

## 참고 문헌
- 말천방 들노래 - 임실군청 홈페이지